# 豪猪区

豪猪区（Istrice）为意大利中部城市锡耶纳的17个堂区之一，位于该市西北边缘。
该区标志为标志为豪猪。区旗为红、白、蓝、黑色。其格言为：“我的芒刺只用于自卫”（"Sol per difesa io pungo"）。
2008年7月，该区在赛马节中获胜。历史上共获胜41次。
该区主保为圣巴尔多禄茂，5月31日庆祝。该区教堂有圣文生堂（San Vincenzo e Anastasio），拥有全市现存最古老的壁画和Pinturicchio墓。塔楼有Santo Stefano, San Vincenti, La Magione, San Bartolomeo。
该区盟友为毛毛虫区、猫头鹰区、蜗牛区和长颈鹿区，对手为母狼区。
该区拥有主权区（contrada sovrana）称号，因其在中世纪曾是医院骑士团总部。

## 参考

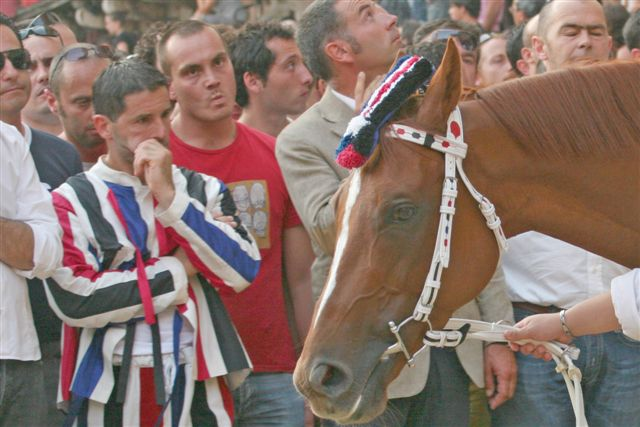
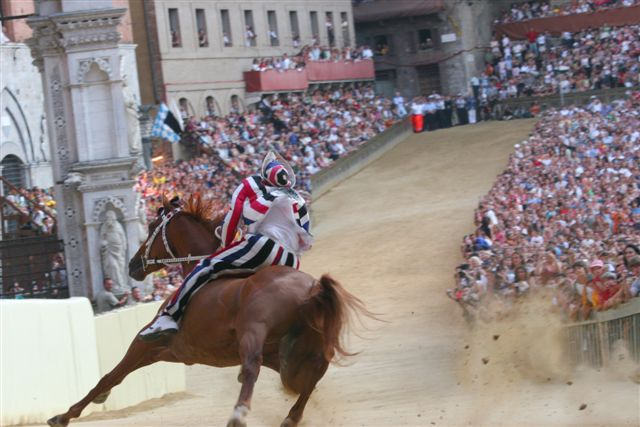
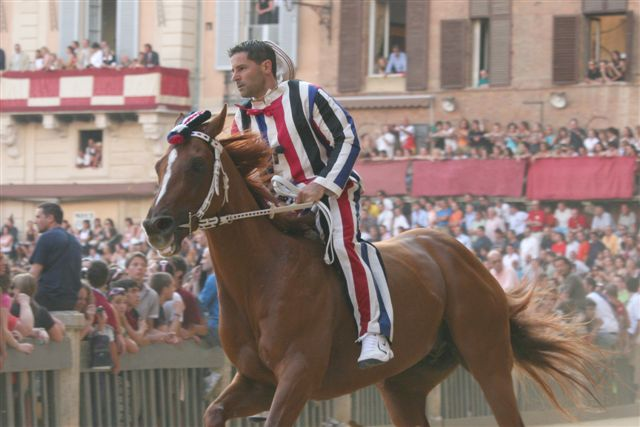